# Gabriel Hyacinthe Couppé
Gabriel Hyacinthe Couppé de Kervennou (Lannion el 15 de marzo de 1757-Tonquédec, 27 de noviembre de 1832) fue diputado a la Asamblea Constituyente de 1789, miembro de la Convención Nacional, diputado al Consejo de los Quinientos y al Cuerpo Legislativo desde el año XII hasta 1815.

## Biografía
Provenía de una familia que, durante el siglo XVIII, ocupó cargos municipales y judiciales en Lannion. Era hijo del noble maestro Hyacinthe-François Couppé de Kervennou, alcalde de la ciudad y destinado a la sede real, y de Marie-Thérèse Saliou. El joven estaba destinado al estado militar, pero prefirió el vestido a la espada, y fue admitido como abogado en el parlamento de Rennes. En 1786, se le proporcionó el cargo de sénéchal de la jurisdicción real de Tréguier. El 14 de abril de 1789, la senescalcia de Lannion lo nombró diputado del tercero a los Estados Generales. Couppé fue a sentarse a la izquierda y casi siempre se sentó en el comité de informes. Habló sobre la redención de anualidades y pidió una excepción para los dominios que se pueden dejar. En el momento de la división de Francia en departamentos, observó que la base territorial era viciosa en el país baldío de los moros de Bretaña, e insistió en que el comité a cargo de los distritos fuera designado por la generalidad. También opinó sobre los salarios de los funcionarios judiciales y administradores, y exigió, al final de la sesión, la suspensión de los salarios de los soldados y eclesiásticos que serían elegidos para la Asamblea. Como secretario, firmó la Constitución de 1791 (Constitución francesa del 3 de septiembre de 1791).
A su regreso a su país, fue nombrado juez del tribunal de distrito de Lannion, luego presidente.